# St. Mary of the Woods
St. Mary of the Woods – jednostka osadnicza w Stanach Zjednoczonych, w stanie Indiana, w hrabstwie Vigo.